# Boiga jaspidea
Espèce
Synonymes
- Triglyphodon jaspideum 
Duméril, Bibron & Duméril, 1854
- Dipsas boops Günther, 1858
- Dipsadoides decipiens Annandale, 1905

Statut de conservation UICN

 LC  : Préoccupation mineure
Boiga jaspidea  est une espèce de serpents de la famille des Colubridae.

## Répartition
Cette espèce se rencontre en Indonésie (sur les îles de Bangka, Java, Nias et Sumatra, et au Kalimantan), en Malaisie (péninsulaire et orientale), à Singapour, dans le sud de la Thaïlande et au Viêt Nam (dans les provinces de Lâm Đồng et Đồng Nai).

## Description
Boiga jaspidea mesure jusqu'à 150 cm. Son dos est brun-rouge avec des taches irrégulières noires et de petites lignes claires le long de la colonne vertébrale. Le bas du corps présente des taches claires noires à leur base qui bordent souvent la face ventrale. Sa tête est brune avec un motif composé de taches noires bordées de blanc.

## Publication originale
- Duméril, Bibron & Duméril, 1854 : Erpétologie générale ou histoire naturelle complète des reptiles. Tome septième. Deuxième partie, p. 781-1536 (texte intégral).